# Оррвілл (Огайо)
Оррвілл (англ. Orrville) — місто (англ. city) в США, в окрузі Вейн штату Огайо. Населення — 8452 особи (2020).

## Географія
Оррвілл розташований за координатами 40°50′57″ пн. ш. 81°46′38″ зх. д. / 40.84917° пн. ш. 81.77722° зх. д. (40.849085, -81.777107).  За даними Бюро перепису населення США в 2010 році місто мало площу 14,90 км², з яких 14,87 км² — суходіл та 0,03 км² — водойми.

## Демографія
Згідно з переписом 2010 року, у місті мешкало 8380 осіб у 3337 домогосподарствах у складі 2273 родин. Густота населення становила 562 особи/км².  Було 3690 помешкань (248/км²).
Расовий склад населення:
| - 89,7 % — білих - 4,9 % — чорних або афроамериканців - 1,3 % — азіатів - 0,1 % — корінних американців - 1,3 % — осіб інших рас |

До двох чи більше рас належало 2,6 %. Частка іспаномовних становила 3,5 % від усіх жителів.
За віковим діапазоном населення розподілялося таким чином: 24,3 % — особи молодші 18 років, 59,6 % — особи у віці 18—64 років, 16,1 % — особи у віці 65 років та старші. Медіана віку мешканця становила 39,0 року. На 100 осіб жіночої статі у місті припадало 95,1 чоловіків;  на 100 жінок у віці від 18 років та старших — 90,8 чоловіків також старших 18 років.
Середній дохід на одне домашнє господарство  становив 58 001 долар США (медіана — 44 293), а середній дохід на одну сім'ю — 63 153 долари (медіана — 53 520). Медіана доходів становила 42 778 доларів для чоловіків та 32 847 доларів для жінок. За межею бідності перебувало 14,4 % осіб, у тому числі 19,6 % дітей у віці до 18 років та 11,7 % осіб у віці 65 років та старших.
Цивільне працевлаштоване населення становило 4042 особи. Основні галузі зайнятості: виробництво — 27,5 %, освіта, охорона здоров'я та соціальна допомога — 24,7 %, роздрібна торгівля — 13,7 %, мистецтво, розваги та відпочинок — 6,2 %.